# Alessandro Grevenbroeck

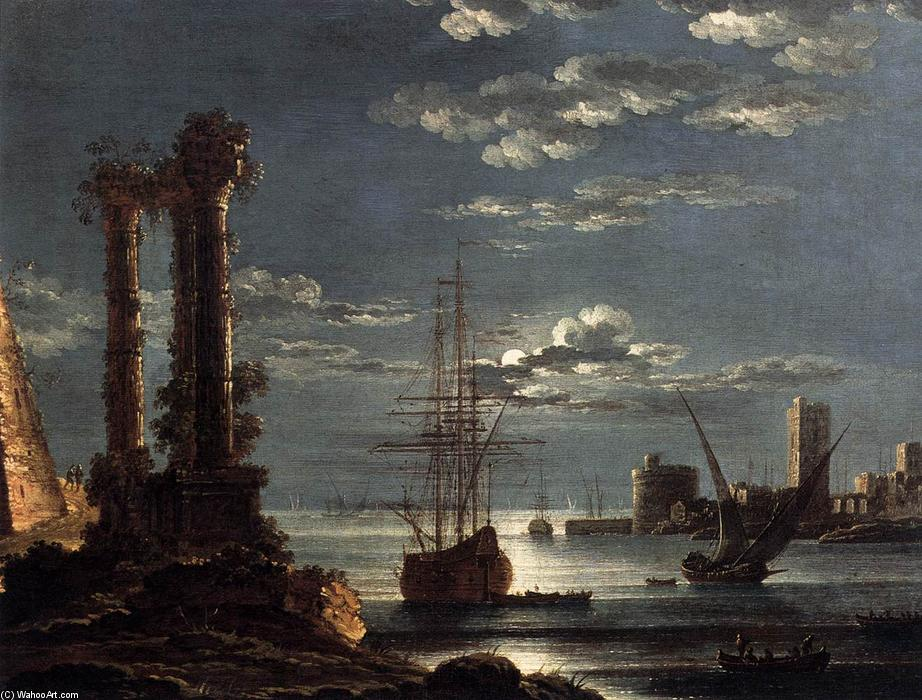
Alessandro Grevenbroeck, Porto del Mediterraneo al chiaro di luna,

Alessandro Grevenbroeck (fine del XVII secolo – Venezia ?, dopo il 1748) è stato un pittore italiano di origini neerlandesi.

## Biografia
Del pittore ben poco è dato sapere dalla critica settecentesca, fatta eccezione per il breve profilo a lui dedicato dal Gabburri nelle Vite de’ pittori, dove si legge in due passaggi distinti: Grevembrock, tedesco; Alessandro Grovembrock, pittor tedesco, bravissimo nel dipingere piccole figure. Mori in Padova (vol. I, cc. 044r, 160v).
Nato verso la fine del XVII secolo, con ogni probabilità a Milano, Alessandro ebbe la prima formazione artistica presso la scuola di Giovanni Grevenbroeck detto il Solfarolo (Paesi Bassi, 1650 circa – Milano, dopo il 1699), identificato unanimemente dalla critica come suo padre. Su quest’ultimo punto convergono Thieme-Becker (1922), Bodkin (1935) e Fiocco (1959). Secondo quest’ultimo Alessandro sarebbe nato, come sembra rivelare lo stile delle sue opere verso il 1695. Per il De Logu (1963) il vincolo familiare troverebbe conferma in base alla scelta di Alessandro di chiamare uno dei figli con lo stesso nome di battesimo del nonno, Giovanni appunto: costui, identificato con il nome Giovanni Grevembroch (Venezia, 1731-1807), è noto come illustratore e disegnatore a servizio dell'erudito senatore veneziano Pietro Gradenigo (1695-1776). Anche Roethlisberger Bianco (1970) Saur (2009) e Dassie (2019) concordano nel riconoscere Alessandro come figlio del Solfarolo. 
La collaborazione artistica tra Alessandro ed il padre Giovanni è stata accertata attraverso la firma di entrambi apposta su di un dipinto rappresentante Porto di mare al tramonto.
L'intera carriera professionale di Alessandro si svolge come paesaggista e pittore di vedute entro i confini della Serenissima. 
Dal 1717 al 1720 Alessandro riceve incarichi dall'ambasciatore russo Beklemišev per conto di Pietro I il Grande. Tra le opere più rilevanti di carattere storico confezionate dall'artista ed inviate in Russia si annoverano la Battaglia di Poltava, che andò distrutta nell'incendio del Padiglione Ermitage a Peterhof (1808) e la Battaglia navale di Gangut (Peterhof Museum, Palazzo Monplaisir, inv. n. 455). L'interesse verso il pittore da parte del governo russo sfocia in un invito ufficiale affinché Alessandro si trasferisca in Russia entrando in servizio di Sua Maestà Imperiale per dipingere battaglie navali terrestri e vedute di porti; nonostante l'avvio di contatti e la redazione di un vero e proprio contratto preliminare con l'artista, i dati d’archivio confermano che il viaggio ed il relativo soggiorno non siano mai avvenuti.
Numerosi esemplari autografi presentano accanto alla data di esecuzione, che viene ricompresa tra 1717 e 1748, anche la trascrizione del luogo di esecuzione, ovvero Venezia e Padova. Tali indicazioni consentono di poter affermare che Alessandro abbia goduto in vita di un ragguardevole riscontro di interesse rispetto al circuito della Serenissima.
La fama connessa al paesaggista viene incidentalmente confermata in rapporto al dato relativo al canone di affitto abitativo pagato da quest’ultimo a Venezia al 1745 (Provveditori alle Pompe), dal quale si evince in capo ad Alessandro un livello di reddito discreto, che farebbe presumere un impiego produttivo altrettanto remunerativo e quindi una certa ricettività rispetto alle sue composizioni.

## Contesto artistico, temi e stile
Come è accaduto per il padre Giovanni e per i fratelli Orazio e Carlo Leopoldo, il destino girovago della famiglia Grevenbroeck caratterizza anche il cammino di Alessandro, che in giovane età viene a contatto con il contesto artistico della Repubblica di Venezia, ovvero entro quel frizzante ambiente cosmopolita dove il genere del paesaggio e della veduta si stava affermando nel sistema mercato proprio nel solco della florida colonia di maestri neerlandesi ivi già operosi dalla seconda metà del XVII secolo.
Gli esemplari di Alessandro, pur accogliendo stilemi e temi derivati dall’universo paterno, ospitano ingredienti compositivi e risultanze espressive del tutto peculiari; l’artista orienta il proprio ingegno confezionando paesaggi con scorci fluviali, marine, capricci architettonici, scene di assedio e vedute prospettiche caratterizzati da uno spirito celebrativo; tali composizioni, assecondando il gusto settecentesco, coniugano spunti di quotidianità e vestigia del passato, rimanendo in equilibrio tra verosimiglianza e spunto aneddotico, tra cronaca e fantasia. Anche la concitata distribuzione delle macchiette, caratterizzate dal basso baricentro e alternate tra armigeri e villani, questi ultimi rappresentati in un convenzionale binomio adulto-bambino, risponde all’esigenza di creare all’interno della piattaforma compositiva scenografie ed apparati verosimili, spesso agganciati a vicende storiche del passato od a spunti tratti dalla realtà.
Tra le caratteristiche stilistiche distintive emerge una peculiare modalità nel formalizzare le nubi, che vengono articolate a piccoli gruppi e riprodotte con i contorni merlettati attraverso pennellate piccole e circolari.
Un'altra caratteristica della grafia di Alessandro si ravvisa rispetto alla formalizzazione del paesaggio: i rilievi montuosi, strutturati attraverso uno stereotipato nucleo di rupi, guglie e pareti rocciose, vengono delineati attraverso una fitta orchestrazione di tocchi materici spezzettati intrisi di azzurri chiarissimi; la configurazione delle superfici del terreno avviene attraverso l’impiego di pennellate corpose e definite, dove i verdi alternati ai bruni vengono spesso accesi da lumeggiate dorate attraverso tremuli impasti dall’effetto spugnoso; tale tessitura viene concessa anche alle murature delle casupole e dei torrioni, caratterizzate da un meticoloso reticolo di mattoncini finemente differenziati sopra un fondo ocra dove si innestano nuance gialle, biacca e rosa.

## Opere
- Veduduta ideata di un porto con rovine classiche, firmato Alessandro Grevenbroeck F. / Anno 1717 in Venezia, Historisches Museum (Bamberg), Bamberg.
- Veduta ideata di un porto con un'isola al largo, Historisches Museum (Bamberg), Bamberg.
- Capriccio mediterraneo al chiaro di luna, olio su tela, 54 x 72 cm, Vienna, Gemaldegalerie der Akademie der bildenden Kunste, n. 224.
- La Battagli di Grenhamn , firmato Alessandro Grevenbroeck F., Peterhof  San Pietroburgo.
- Porto di mare, Ales Grevenbrock F. Pin. 1719 in Ven., Peterhof Palace.
- Battaglia di Chioggia, Venezia, Museo Correr.
- Porto di mare, olio su tela, 141 x 189 cm, Padova, Musei Civici, inv. n. 1765.
- Porto di mare, olio su tela, 143 x 110 cm, Padova, Musei Civici, inv. n. 1773.
- Capriccio con porto di mare, olio su tela, 149 x 175 cm, Padova, Musei Civici, n. 1763.